# Uptonia
Uptonia ist eine Gattung mittelgroßer, evoluter, berippter Ammoniten. Sie tritt als Leitfossil im unteren Pliensbachium (Carixium) recht weit verbreitet auf.

## Beschreibung
Manche Individuen der Gattung Uptonia erreichen bisweilen eine recht stattliche Größe von bis zu 30 Zentimeter, Durchschnittswerte liegen aber bei 10 Zentimeter. Ihr Phragmokon ist evolut (mit N = 0,45), etwas zusammengedrückt und trägt eine einfache, abgerundete Berippung ohne Tuberkel. Jungformen bis zu einem Durchmesser von 5 Zentimeter sind jedoch auf ihren Flanken in Richtung Venter tuberkelbewehrt. Die Berippung biegt auf der Ventralseite nach vorne um, je nach Taxon in unterschiedlichem Ausmaß. Der Umbilikus sitzt recht tief. Der Windungsquerschnitt ist elliptisch bis abgerundet, wirkt jedoch im Jugendstadium nahezu quadratisch. Die komplizierte Lobenlinie ist mit ihren großen Seitenloben typisch für Neoammoniten.

## Lebensweise
Die Individuen der Gattung Uptonia waren marine Karnivoren, die ab der Übergangszone zum tieferen Strandbereich das flache als auch das tiefere kalkabscheidende Subtidal bevölkerten.

## Systematik
Die Gattung Uptonia gehört zur Familie der Polymorphitidae Haug, 1887 (Unterfamilie Polymorphitinae Haug, 1887) innerhalb der Überfamilie der Eoderoceratoidea Spath, 1929. Von ihr sind folgende Taxa bekannt:
- Uptonia angusta Quenstedt, 1845
- Uptonia bronni Roemer, 1836 – Jugendform von Uptonia jamesoni
- Uptonia confusa Quenstedt, 1856
- Uptonia costosa
- Uptonia ignota Simpson, 1855
- Uptonia inaequicosta Geczy, 1976
- Uptonia involuta Meister, 1986
- Uptonia jamesoni Sowerby, 1827
- Uptonia lata Quenstedt, 1845
- Uptonia obsoleta Simpson, 1843
- Uptonia regnardi d’Orbigny, 1844 – auch als Uptonia reynardi
- Uptonia sp.
- Uptonia tenuilobus

Als Schwestertaxa fungieren Gemmellaroceras, Jamesonites, Parinodiceras, Platypleuroceras und Polymorphites.

## Ammonitenzone
Die Gattung Uptonia ist ein Leitfossil und definiert die erste Ammonitenzone des Pliensbachiums, die Jamesoni-Zone. Die Jamesoni-Zone folgt auf die Raricostatum-Zone des Sinemuriums und wird ihrerseits von der Ibex-Zone überlagert.
Die Jamesoni-Zone, benannt nach Uptonia jamesoni, baut sich aus vier Subzonen auf, der Taylori-Subzone im Liegenden, gefolgt von der Polymorphus-Subzone, der Brevispina-Subzone und der Jamesoni-Subzone im Hangenden. Die Jamesoni-Subzone teilt sich weiter in die Jamesoni-Biozone und darüber die Pettos-Biozone. Die Jamesoni-Biozone besteht aus dem alleinigen Horizont von Uptonia jamesoni gepaart mit Uptonia bronni, die Pettos-Biozone aus dem Horizont von Uptonia lata gepaart mit Uptonia bronni und darüber der Horizont von Uptonia sp.. Uptonia sp. reicht noch in den ersten Horizont der sich anschließenden Ibex-Zone hinein.
In der tethyalen Mittelmeerproinz (Alpiner Raum, Spanien) tritt die Gattung Uptonia nicht auf, sondern wird durch andere Ammonitentaxa ersetzt.

## Vorkommen
Die Gattung Uptonia erscheint in Deutschland im Süddeutschen Lias auf der Schwäbischen Alb bei Pliensbach, aber auch in der Nähe von Karlsruhe (bei Östringen) in Baden-Württemberg sowie bei Beierstedt
in Niedersachsen und bei Herford in Nordrhein-Westfalen. In Österreich ist die Adnet-Formation im Land Salzburg zu nennen, mit Fundpunkten bei Adnet und am Rotkogel bei Bad Ischl. In Ungarn tritt sie im unteren Lias der Bakony-Berge auf.

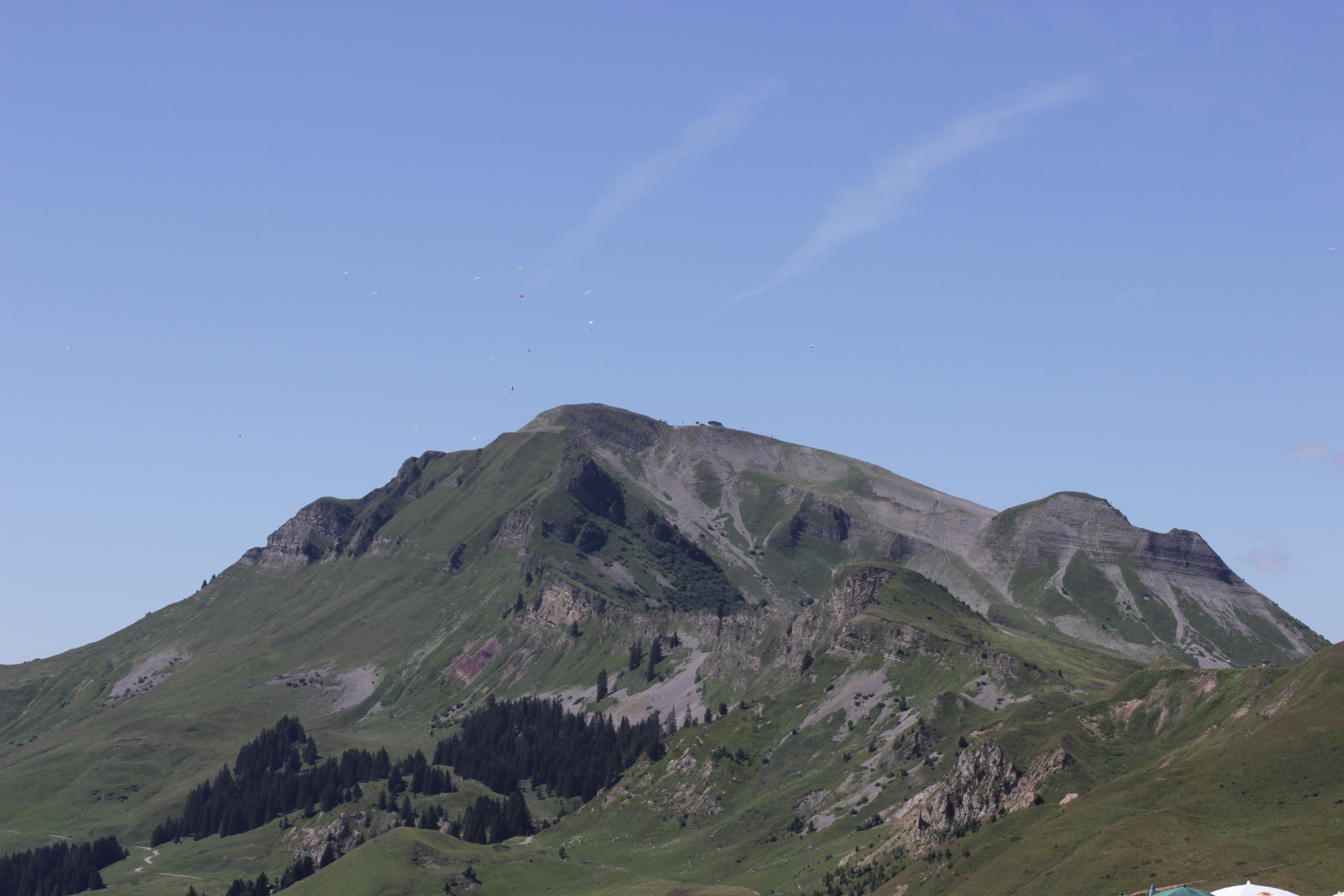
Der Mont Lachat de Châtillon, Jura-Klippe und Fundstelle von Uptonia

Zahlreiche Fundstellen liegen in Frankreich, beispielsweise im Département Ariège, im Département Calvados (Fresnay-le-Puceux, Basse-Normandie), im Département Cher, in den Westalpen im Département Haute-Savoie (Mont Lachat de Châtillon) und im Département Isère (Oisans), im Département Vendée sowie im Carixium der Causses bei Rivière-sur-Tarn und bei Saint-Georges-de-Luzençon. In England tritt Uptonia in der Belemnite Marls Formation bei Charmouth in Dorset auf. Fundstellen in Nordirland liegen im County Antrim bei Collin Glen und Portrush.